# Yasin Guenichi
Yasin Guenichi (3 de abril de 1995) es un deportista tuncino que compite en atletismo adaptado. Ganó una medalla de plata en los Juegos Paralímpicos de Tokio 2020 en la prueba de lanzamiento de peso (clase F36).

## Palmarés internacional
| Juegos Paralímpicos | Juegos Paralímpicos | Juegos Paralímpicos | Juegos Paralímpicos |
| Año                 | Lugar               | Medalla             | Prueba              |
| ------------------- | ------------------- | ------------------- | ------------------- |
| 2020                | Tokio (Japón)       | Medalla de plata    | Peso F36            |